# Origami (album)
Origami è il quinto album di inediti del cantautore italiano Joe Barbieri.
Contenente 11 brani autobiografici a firma dello stesso Barbieri, il disco è stato anticipato dal singolo Una tempesta in un bicchier d'acqua, reso pubblico il 19 maggio del 2017, mentre il secondo estratto dall'album è stato Una cicatrice ed un fior, diffuso il 10 maggio 2018.
Tra i tanti musicisti ospiti, all'album partecipa il jazzista Paolo Fresu.
La pubblicazione italiana e sud-coreana del disco (entrambe avvenute il 9 giugno 2017, rispettivamente per le etichette Microcosmo Dischi e C&L) è stata preceduta da quella per il mercato giapponese (il 24 maggio, su etichetta Core Port).

## Tracce
Testi e musiche di Giuseppe Barbieri.
1. Un posto qualunque – 3:23
2. Una tempesta in un bicchier d'acqua – 3:47
3. Una cicatrice ed un fior – 4:22
4. Belle speranze – 3:38
5. Rinascimento (feat. Paolo Fresu) – 3:45
6. Sincronicità – 4:23
7. Mia divina – 3:31
8. Tu mi dimentichi – 3:36
9. Testardamente – 3:34
10. Pane per i tuoi denti – 2:37
11. Buongiorno signorina – 4:09

L'edizione giapponese del disco contiene, come registrazione supplementare, una rilettura del classico portoghese Senhora da Nazaré, scritto da João Nobre.

## Videoclip
Nel videoclip del primo singolo estratto dall'album (Una tempesta in un bicchier d'acqua, per la regia di Dario Calise) l'artista diventa il protagonista di un videogioco.